# 本千葉駅

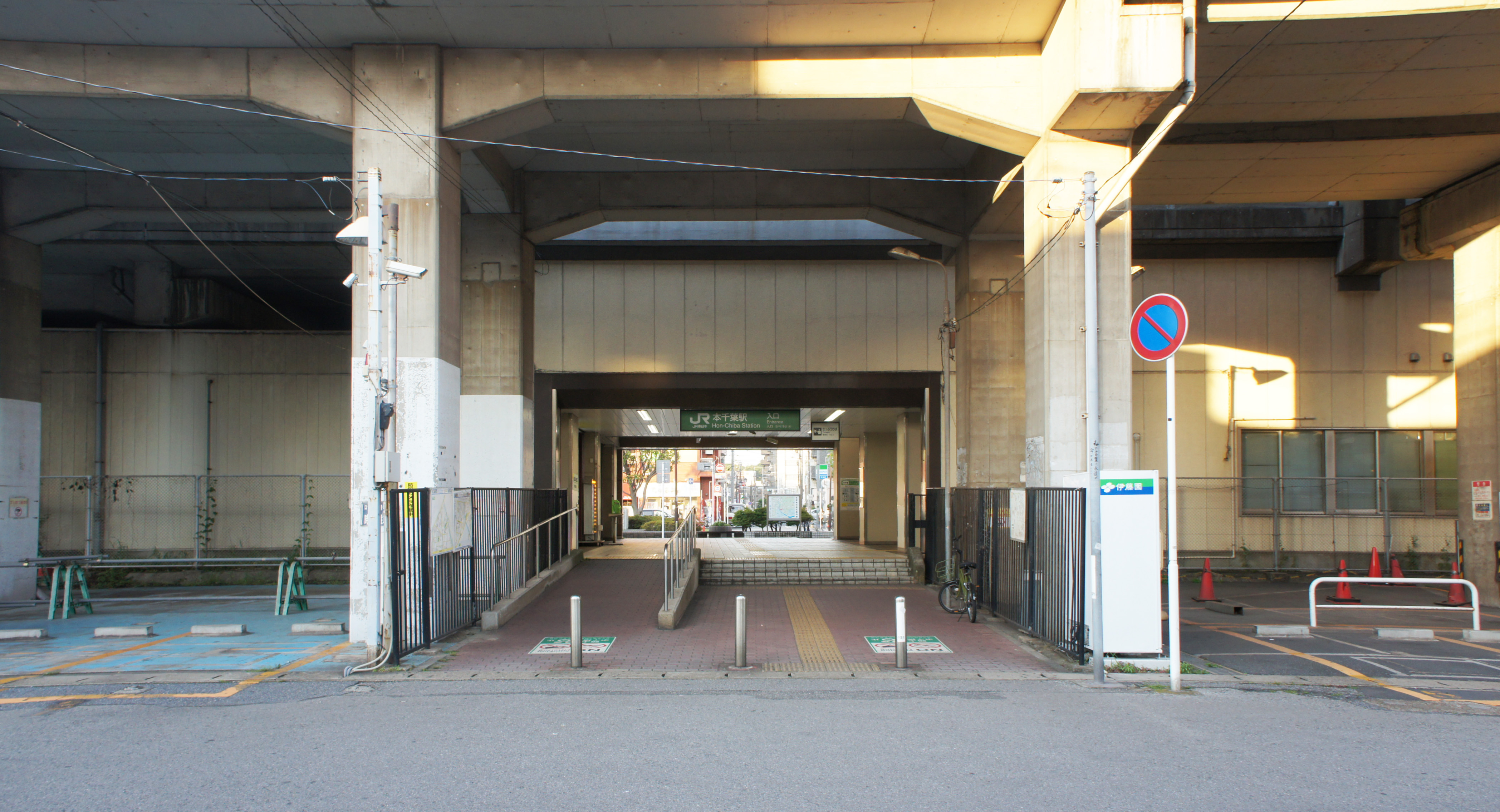
西口（2021年5月）

本千葉駅 （ほんちばえき） は、千葉県千葉市中央区長洲一丁目にある、東日本旅客鉄道（JR東日本）外房線の駅である。

## 概要

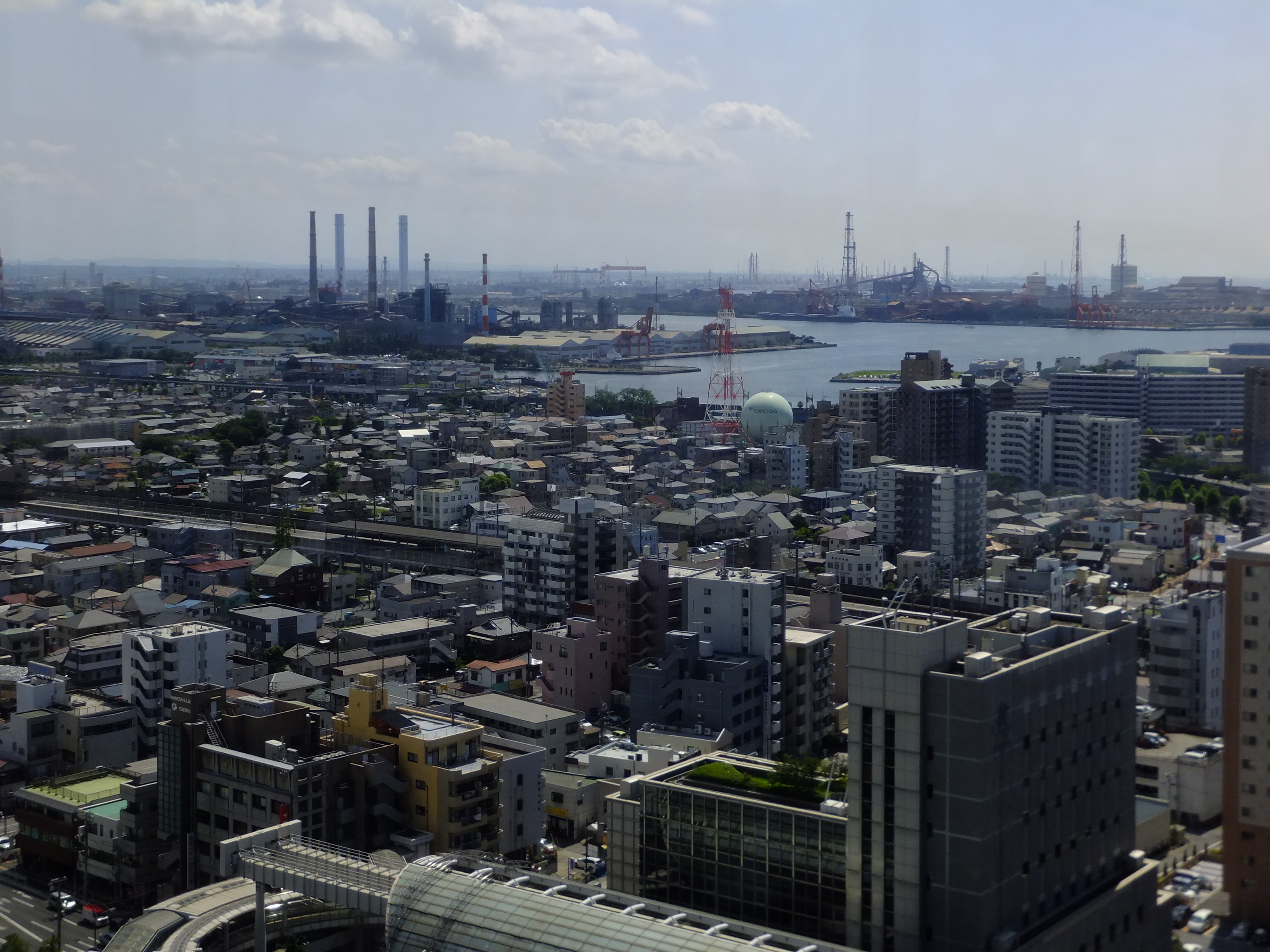
千葉県庁から当駅方面を望む（2012年8月）

千葉市都市計画マスタープランによる千葉都心（本千葉地区）に位置する官庁街及び文教地区の中心駅である。
東日本旅客鉄道（JR東日本）の外房線が乗り入れ、蘇我駅より乗り入れる内房線の列車も利用できる。近傍には千葉都市モノレールの県庁前駅が位置している。
室町時代に屋形号を称する事が許された有力な大名（関東八屋形）であった千葉氏の初代当主である千葉常重が亥鼻町に居館を構えた亥鼻城（千葉城）があり、周辺は亥鼻公園（歴史公園）として整備されている。江戸時代（幕末）には千葉八景「猪鼻山の望月」に選定されており、古くから名所旧跡として親しまれている。
千葉県庁、千葉県警察本部、千葉市消防局中央消防署、千葉地方裁判所などの行政機関は千葉駅付近ではなく当駅の北東側にある。千葉県立中央図書館、千葉市立郷土博物館、千葉県文化会館、千葉大学附属病院、柏戸病院などの施設も集約している。
駅東口方面は官庁街のほか、千葉大学（医学部、薬学部、看護学部）をはじめ千葉県立千葉中学校・高等学校などを有する文教地区として知られる。
2019年以降、千葉駅・津田沼駅に代わり「BOSO BICYCLE BASE（鹿野山・内房・外房など）」の停車駅になっている（自転車を解体せずホーム・車内に持ち込める構造である為）。

## 乗り入れ路線
当駅に乗り入れている路線は外房線であり、内房線も乗り入れる。
千葉都市モノレール「県庁前駅」から徒歩4分、京成電鉄「千葉中央駅」から徒歩10分の場所に位置している。

## 歴史
当駅が開業したのは1896年（明治29年）と国内でも早い部類に属しており、その開業は房総鉄道によるものである。開業当初は寒川駅（さむかわえき）と称していたが、1902年（明治35年）に本千葉駅に改称された。
房総鉄道は1907年（明治40年）に国有化され、当駅はその後房総線・房総東線を経て、1972年（昭和47年）には外房線の駅となった。開業当初は京成電鉄千葉中央駅付近に位置していたが、第二次世界大戦中に被害を受け、戦後復興の一環として移転した。

### 年表
- 1896年（明治29年）2月25日：房総鉄道の千葉駅から蘇我駅までの開通に伴い寒川駅として[1]、現在の京成電鉄千葉中央駅付近にて開業。旅客・貨物取扱い。
- 1902年（明治35年）1月28日：本千葉駅に改称[5]。
- 1907年（明治40年）9月1日：房総鉄道が買収され、帝国鉄道庁の駅となる[1]。
- 1945年（昭和20年）7月7日：千葉空襲で被災[1]。
- 1958年（昭和33年）2月1日：千葉市の戦災復興事業の一環として現在地に移転[1][6]（旧本千葉駅跡には同年2月10日に京成千葉駅（現千葉中央駅）が移転）。
- 1960年（昭和35年）7月15日：当駅から蘇我駅までが複線化される[1]。
- 1963年（昭和38年）4月28日：千葉駅から当駅までが複線化される[1]。
- 1968年（昭和43年）7月13日：千葉駅から当駅を経て木更津駅までが電化される[1]。
- 1980年（昭和55年）12月：高架化工事に着工[7]。
- 1983年（昭和58年）12月：上り線高架化[7]。
- 1986年（昭和61年）5月26日：下り線も高架化され工事が完了、高架駅となる[7]。
- 1987年（昭和62年）4月1日：国鉄分割民営化に伴い、東日本旅客鉄道（JR東日本）の駅となる[1]。
- 1994年（平成6年）12月3日：自動改札機を設置し、供用開始[8]。
- 2001年（平成13年）11月18日：ICカード「Suica」の利用が可能となる[報道 1]。
- 2010年（平成22年）12月4日：ホームが15両編成対応に延伸され、総武線直通快速停車駅となる[報道 2][新聞 1][新聞 2]。
- 2016年（平成28年）3月1日：この日をもってみどりの窓口の営業が終了[9]。
- 2019年（令和元年）12月10日：業務委託化[2]。

## 駅構造
島式ホーム1面2線を持つ高架駅で、駅舎は高架下にある。同じ高架下の改札口すぐ外には売店NewDaysとブックオフ本千葉駅前店がある。
JR東日本ステーションサービスが駅業務を受託している千葉統括センター（千葉駅）管理の業務委託駅で、指定席券売機設置駅。2007年（平成19年）12月より、コンコース階とホーム階を結ぶエレベーター・エスカレーターが稼働している。
当駅付近を京成千原線が並行して走っているが、千原線に駅は設置されていない。当初、小湊鉄道が路線を計画していた際は当駅が起点となる予定だったが、後に京成千葉駅（現在の千葉中央駅）に変更されている。

### のりば
| 番線 | 路線                    | 方向 | 行先                   |
| ---- | ----------------------- | ---- | ---------------------- |
| 1    | ■外房線                 | 下り | 大網・茂原・大原方面   |
| 1    | ■内房線                 | 下り | 五井・木更津・館山方面 |
| 2    | ■外房線 （■内房線含む） | 上り | 千葉・東京方面         |

（出典：JR東日本:駅構内図）
- 実際の2番線の案内サインについては、誤乗防止のためか路線名を省いて表記される。千葉駅からの直通先である「総武線（快速）」の表記もない。
- ホーム蘇我寄りは構造上、幅員が狭くなっている。

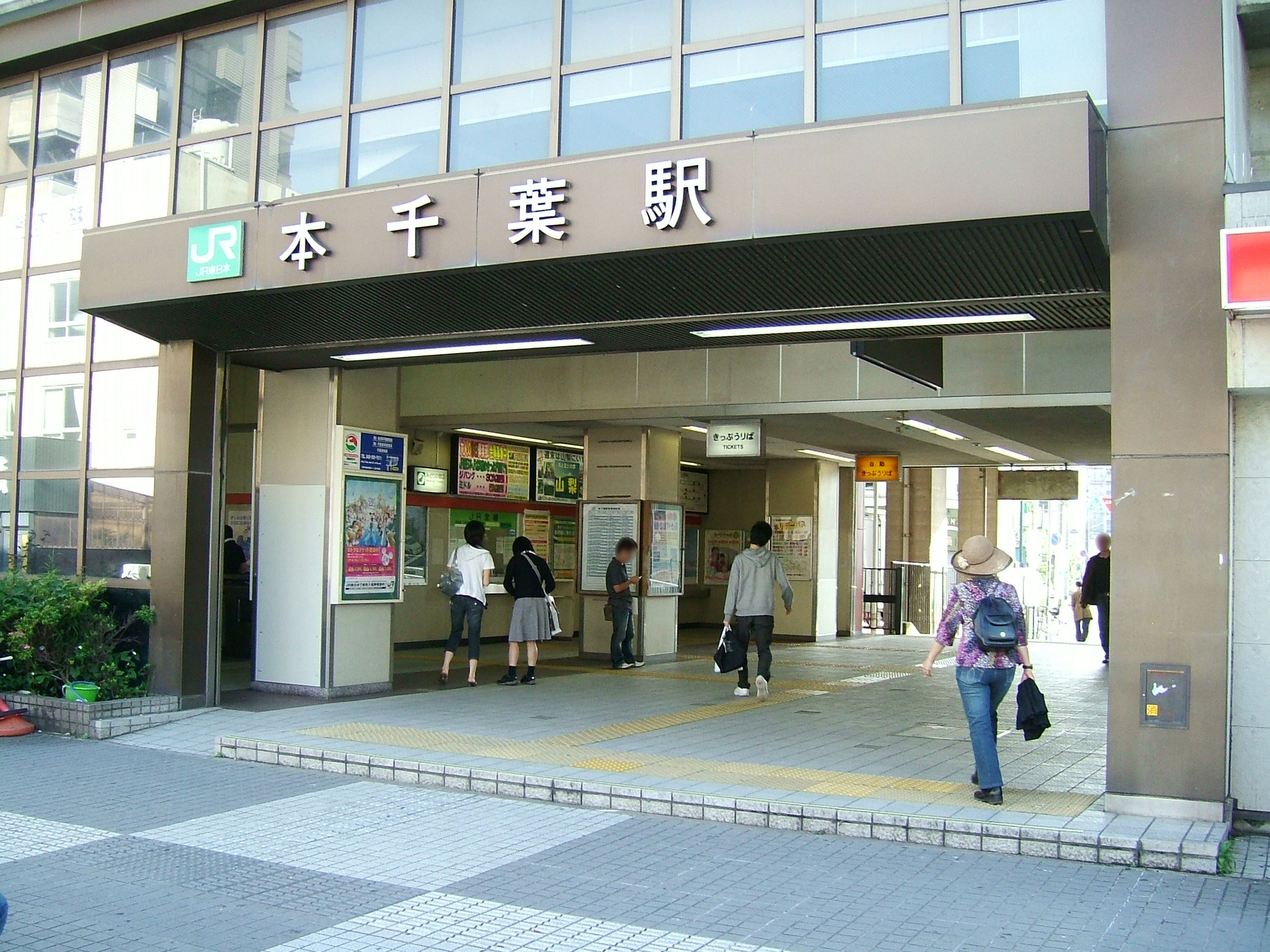
東口駅出入口（2008年6月）
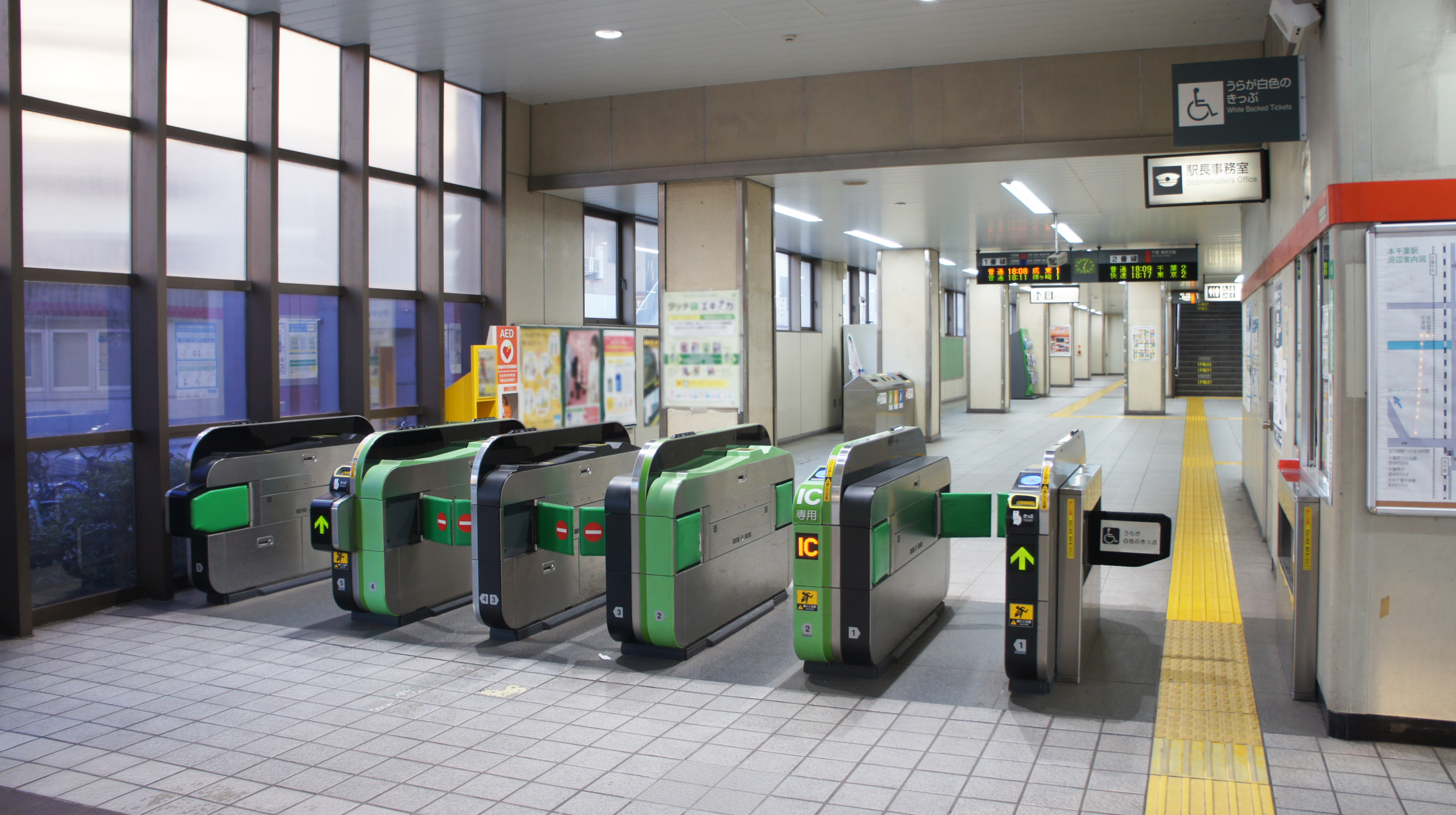
改札口（2021年5月）
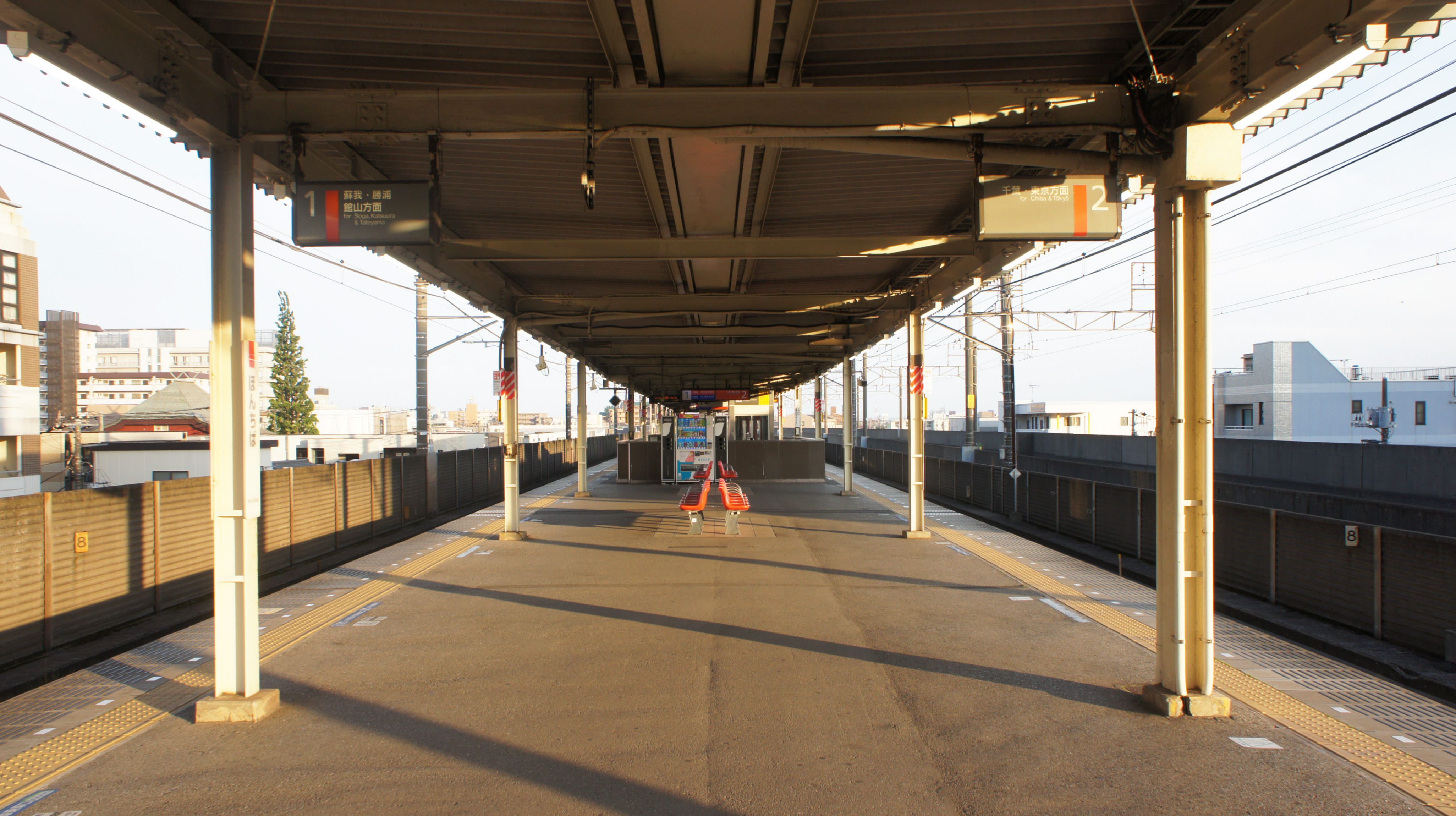
駅ホーム（2021年5月）

## 利用状況
2023年（令和5年）度の1日平均乗車人員は12,300人である。
近年の1日平均乗車人員の推移は下記の通り。
| 年度               | 1日平均 乗車人員 | 出典     |
| ------------------ | ---------------- | -------- |
| 1990年（平成02年） | 6,920            | [ * 1 ]  |
| 1991年（平成03年） | 7,443            | [ * 2 ]  |
| 1992年（平成04年） | 7,881            | [ * 3 ]  |
| 1993年（平成05年） | 8,124            | [ * 4 ]  |
| 1994年（平成06年） | 8,191            | [ * 5 ]  |
| 1995年（平成07年） | 7,866            | [ * 6 ]  |
| 1996年（平成08年） | 7,608            | [ * 7 ]  |
| 1997年（平成09年） | 7,435            | [ * 8 ]  |
| 1998年（平成10年） | 7,384            | [ * 9 ]  |
| 1999年（平成11年） | 7,010            | [ * 10 ] |
| 2000年（平成12年） | 7,037            | [ * 11 ] |
| 2001年（平成13年） | 7,338            | [ * 12 ] |
| 2002年（平成14年） | 7,575            | [ * 13 ] |
| 2003年（平成15年） | 7,622            | [ * 14 ] |
| 2004年（平成16年） | 7,814            | [ * 15 ] |
| 2005年（平成17年） | 7,881            | [ * 16 ] |
| 2006年（平成18年） | 7,939            | [ * 17 ] |
| 2007年（平成19年） | 7,985            | [ * 18 ] |
| 2008年（平成20年） | 8,146            | [ * 19 ] |
| 2009年（平成21年） | 8,469            | [ * 20 ] |
| 2010年（平成22年） | 8,643            | [ * 21 ] |
| 2011年（平成23年） | 9,069            | [ * 22 ] |
| 2012年（平成24年） | 9,341            | [ * 23 ] |
| 2013年（平成25年） | 9,807            | [ * 24 ] |
| 2014年（平成26年） | 10,024           | [ * 25 ] |
| 2015年（平成27年） | 10,458           | [ * 26 ] |
| 2016年（平成28年） | 10,798           | [ * 27 ] |
| 2017年（平成29年） | 11,258           | [ * 28 ] |
| 2018年（平成30年） | 11,605           | [ * 29 ] |
| 2019年（令和元年） | 11,901           | [ * 30 ] |
| 2020年（令和02年） | 10,226           |          |
| 2021年（令和03年） | 11,164           |          |
| 2022年（令和04年） | 11,939           |          |
| 2023年（令和05年） | 12,300           |          |

## 駅周辺
千葉県庁や千葉地方裁判所などは千葉駅付近ではなく当駅の北東側にある。
駅東口方面は官庁街のほか、千葉大学（医、薬、看護）をはじめ千葉県立千葉中学校・高等学校などを有する文教地区として知られる。
地名である本千葉町は千葉中央駅周辺を指す。

### 周辺の駅
- 千葉都市モノレール1号線 県庁前駅 - 徒歩約5分
- 京成電鉄千葉線・千原線 千葉中央駅 - 徒歩約10分

### 東口（市場町・長洲・末広・亥鼻・葛城）
- 千葉県庁
  - 千葉県庁内郵便局
- 亥鼻公園（歴史公園）
  - 千葉県立中央図書館
  - 千葉県文化会館
  - 亥鼻城（千葉城・千葉市立郷土博物館）
- 千葉県立羽衣公園
- 都川公園
- 千葉大学亥鼻キャンパス（医学部・薬学部・看護学部）
- 千葉大学医学部附属病院
- 柏戸病院
- ミナーレ本千葉（リブレ京成 ミナーレ本千葉店・ヤックスドラッグ本千葉店） - 千葉中央バス本社跡地
- 千葉市立末広中学校
- 千葉市武道館
- 千葉県立千葉中学校・高等学校
- トップマート・末広店
- 千葉銀行長洲支店
- 千葉地方裁判所
- 千葉県警察本部
- 千葉市消防局中央消防署
- 冨士大石寺顕正会千葉会館

### 西口（長洲・寒川・港町）
- 本千葉駅前郵便局
- 寒川神社
- 厳島神社
- 千葉市立寒川小学校
- 寒川保育園[10]

## バス路線
小湊鉄道バスによって運行されており、駅前の道路上にある「本千葉駅」停留所にて発着する。
- JR千葉駅
- 浜野 / 浜野駅東口 / 八幡宿駅西口 / 喜多

## 隣の駅
東日本旅客鉄道（JR東日本）
■外房線・■内房線（内房線は蘇我駅まで外房線）
- 臨時快速「B.B.BASE」停車駅

■快速・■普通（各駅停車）
千葉駅 (JO 28) - 本千葉駅 - 蘇我駅